# Isacco Artom

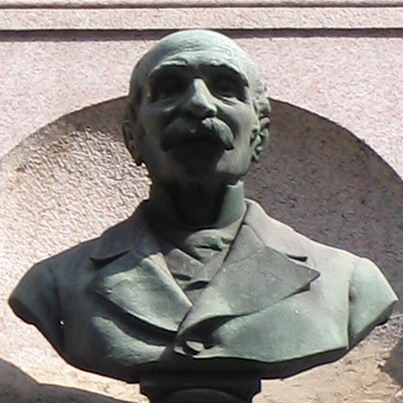
Büste in Asti

Isacco Artom (auch Isaak Artom oder Isaac Artom; * 31. Dezember 1829 in Asti; † 24. Januar 1900 in Rom) war ein italienischer Politiker und Diplomat.

## Leben
Isacco Artom wurde in einer einflussreichen jüdischen Familie der Stadt Asti geboren. Sein Universitätsstudium absolvierte er an der Universität Pisa, wo er mit Kreisen, die dem Risorgimento nahestanden, in Kontakt kam. 1848 kämpfte er als Mitglied eines Bataillons der Universität gegen die Österreicher. Von 1850 bis 1859 arbeitete er als Journalist für die Zeitschriften Opinione und Crepuscolo.
Er nahm sein Jurastudium an der Universität Turin wieder auf, wo er den Diplomaten Constantino Nigra kennenlernte, der sein enger Freund wurde. Im Jahr 1856 wurde Artom Sekretär von Camillo Benso von Cavour, danach Gesandter in Dänemark und Baden, seit 1877 (als erster Jude) Senator.